# Union générale des travailleurs d'Allemagne - Organisation unitaire
L'Union générale des travailleurs d'Allemagne - Organisation unitaire (AAUD-E) est une organisation conseilliste issue en 1920 d'une scission de l'AAUD (Union Générale des Travailleurs d'Allemagne).
L'Union Générale des Travailleurs d'Allemagne - Organisation unitaire (AAUD-E) critique le fonctionnement centraliste de l'AAUD et ses liens avec le KAPD (Parti communiste ouvrier d'Allemagne). La moitié des 200 000 membres de l'AAUD quittent alors l'organisation pour fonder l'AAUD-E en décembre 1920. L'AAUD-E était comme son nom l'indique une organisation unitaire qui regroupait les travailleurs à la fois économiquement et politiquement, mais qui n'était ni un syndicat ni un parti.
Otto Rühle est le principal animateur de l'AAUD-E.
Devant la chute rapide de leurs effectifs, l'AAUD et l'AAUD-E finissent par se réunifier en 1931 sous le nom d'Union communiste ouvrière d'Allemagne (KAUD).